# Времето на кучето и вълка
„Времето на кучето и вълка“ (на корейски: 개와 늑대의 시간, на английски: Time Between Dog and Wolf) е южнокорейска екшън-романтична драма от 2007 г. с участието на И Джун Ги, Нам Санг Ми и Чонг Кьонг Хо. Излъчва се по MBC от 18 юли до 6 септември 2007 г. в сряда и четвъртък от 21:55 ч. за 16 епизода.

## Заглавие
Уникалното заглавие на сериала е взето от френския израз entre chien et loup, който описва времето между залеза и нощта, когато небето потъмнява, зрението става неясно и е трудно да различиш кучето от вълка, приятелите от враговете.

## Сюжет
И Су Хьон (И Джун Ги) е отгледан в Банкок, Тайланд, от овдовялата си майка, която работи неуморно като прокурор, опитвайки се да изправи групировката „Триадата“ пред правосъдието след убийството на съпруга си (агент на NIS).
Мао е един от лидерите на групировката. Съпругата му и дъщеря му, Ари, са го напуснали преди време, за да заживеят с Йонг Кил, един от неговите подчинени. Случайна среща запознава и сприятелява Су Хьон и Ари.
Разследванията и полицейските операции на майката на Су Хьон привличат твърде много внимание и Триадата решава бързо да я елиминира. Йонг Кил сключва сделка с майката, според която на нея и сина ѝ ще бъде осигурено безопасно завръщане в Корея в замяна на информация за планирана продажба на наркотици. Но изпълнен с желание за отмъщение, Мао, носейки тайландска маска, убива майката на Су Хьон точно пред очите на момчето. Су Хьон поставя ръката си на пистолета, държейки последния подарък на майка си: счупения часовник на баща му. Неспособен да застреля дете в лицето, Мао си тръгва, но Су Хьон запомня татуировката на ръката му.
След убийството на майка си момчето е осиновено в семейството на агента на NIS Канг Чонг Хо, приятел на родителите му, и е отведено в Корея. Заедно с Мин Ки, синът на Чонг Хо, израстват като братя и 10 години по-късно стават агенти на NIS, точно като бащите си. Мин Ки е по-мързеливият агент от двамата, и така се озовава в отдела за извличане на данни. Су Хьон е тих, но с брилянтен и остър ум – той става полеви агент.
Един ден Мин Ки и Су Хьон се срещат случайно със Со Джи У (това е малката Ари, която е променила името си, след като е заминала с майка си в Корея). Мин Ки проявява любовен интерес към нея. Но когато двамата стари приятели се разпознават и се събират отново, Мин Ки не може да попречи на тяхната любов.
На Су Хьон е възложена операция срещу Триадата, членовете, на която са пристигнали в Корея с надеждата да разширят своя пазар и да създадат център там. По време на тази операция изплуват отново ужасните детски спомени от убийството на майка му, когато е бил в Тайланд. Поради жаждата си за лично отмъщение и игнориране на заповеди, Су Хьон е уволнен и лишен от титлата си на агент на NIS.
Тогава ръководителят на NIS предлага на Су Хьон да проникне в организацията, като стане агент под прикритие. Но за целта трябва да инсценира собствената си смърт в автомобилна катастрофа и да остави Джи У зад себе си. Под псевдонима Кей той заминава за Банкок с намерение за отмъщение, за да стане един от подчинените на Мао и да разкрие незаконния му бизнес. Това, което Су Хьон не знае е, че Джи У е дъщеря на същия този злодей, който е убил майка му и баща му.
Междувременно Мин Ки се влюбва в Джи У и тя започва да обмисля предложението му да бъдат заедно официално и така да забрави Су Хьон.
Су Хьон, вече известен като Кей, чува, че Мао харесва муай-тай (тайландски кикбокс), затова става боец по муай-тай с надеждата Мао да го забележи. Мао идва на един мач, в който Кей умишлено губи. В стаята за почивка той чува разговор между боса на организацията и негов подчинен, който планира да убие Мао. Когато Мао се качва на сцената, за да почете шампиона, убиецът се прицелва в него, но Кей го спасява. Тогава Мао решава да вземе Кей за своя дясна ръка. И дори му възлага мисията да защитава Джи У от корейската банда Паяка.
Шефът на Паяка се опитва да отвлече Джи У, но не знае, че Су Хьон я охранява тайно. Той я спасява и когато тя го вижда жив, изпада в голям шок. В последвалото преследване с коли Су Хьон е прострелян в главата, губи контрол над управлението на колата си и пада от кея в морето. Когато се събужда в къщата на възрастна жена, се оказва, че е загубил паметта си.
По-късно е отвлечен от бандата на Паяка и е използван като стръв за залавянето на Мао. Но Кей убива шефа на бандата и спасява Мао отново. Сега вече Мао вижда Кей не само като свой спасител, но и като син. А за членовете на групировката на Мао думите на Кей се приемат като заповеди на Мао. Ще успее ли Су Хьон да върне паметта си, ще разобличи ли Мао и бандата му, ще бъде ли щастлив с Джи У?

## Актьорски състав
- И Джун Ги – И Су Хьон / Кей
- Нам Санг Ми – Со Джи У / Ари
- Чонг Кьонг Ко – Канг Мин Ки
- Че Дже Сонг – Мао
- Ким Кап Су – Чонг Хак Су
- Ча Су Йон – О Минг
- И Ки Йонг – Канг Чонг Хо
- И Те Сонг – Пе Санг Шик
- Че Джи Хо – „Жирафът“

## Награди
Награди за драма на MBC за 2007 г.
- Най-добър актьор – И Джун Ги
- Най-добра актриса – Нам Санг Ми

Международни награди за драма Сеул 2008 г.
- Най-добра телевизионна драма
- Любим актьор в телевизионна драма – И Джун Ги
- Любима актриса в телевизонна драма – Нам Санг Ми